# رودريغو مييريس
رودريغو مييريس (بالإسبانية: Rodrigo Mieres)‏ هو لاعب كرة قدم أوروغواياني في مركز الدفاع، ولد في 19 أبريل 1989 في بايساندو في الأوروغواي. شارك مع منتخب الأوروغواي تحت 20 سنة لكرة القدم. أما مع النوادي، فقد لعب مع أتليتيكو توكومان وديبورتيفو كوينكا وديفينسور سبورتينغ وسنترال إسبانيول.

## وصلات خارجية
- رودريغو مييريس على موقع الاتحاد الدولي (مؤرشف)  (الإنجليزية)
- رودريغو مييريس على موقع قاعدة بيانات كرة القدم.إي يو (الإنجليزية)
- رودريغو مييريس على موقع Soccerway.com (الإنجليزية)
- رودريغو مييريس على موقع عالم كرة القدم.نت (الإنجليزية)